# Black and tan

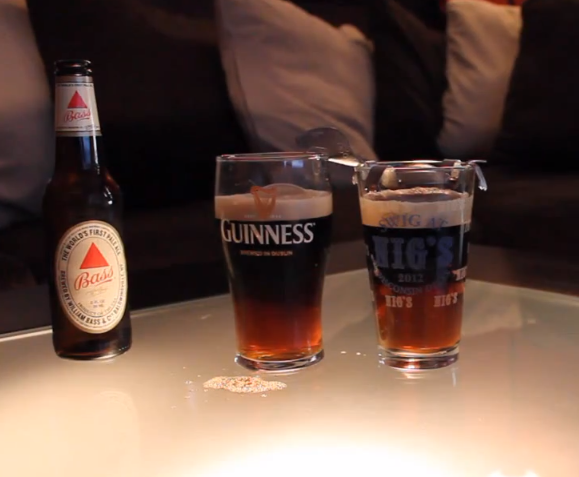
Black and tan, gjord av Guinness och Bass

Black and tan, även känd som half and half (översatt "svart och ljusbrun" eller "hälften hälften") är en typ av drinkmix gjord av två sorters öl. Vanligtvis används en mörkare  stout – exempelvis Guinness – och en ljusare ale. Även cider kan användas istället för en ljusare öl.[källa behövs]
Öldrinken serveras i ett ölglas där de båda ölen hålls separerade ifrån varandra, i två olika skikt. Beroende på vilka sorters öl som används har de fått olika smeknamn, exempelvis black cow (Guinness och Spotted Cow), black castle (Guinness och Newcastle) och black apple (Guinness och äppelcider).[källa behövs]
Det finns även diverse hjälpmedel för att kunna skikta ölen, utan att denna blandas. Vanligtvis används en sked som placeras med den runda sidan uppåt, på glasets kant. Därefter hälls den mörkare ölen sakta över skeden som fördelar ut ölen och den mörkare sorten kommer lägga sig i ett skikt över den ljusa. Många olika typer av hjälpmedel finns, endast avsedda för ändamålet. Värt att notera är att inte alla ölsorter går att lägga i skikt. Ett exempel är Guinness Extra Stout vilket blandar ihop sig direkt med den ljusare ölen som används.
Namnet black and tan tros vara hämtat från färgteckningen på hundar som har en blandning av svart och ljusbrun. Namnet användes även som beteckning på paramilitär brittisklojala trupper under Irländska inbördeskriget, så kallade Black and Tans. Namnet black and tan har så negativ laddning på Irland att enbart begreppet half and half används där.